# Station Nowogard
Station Nowogard is een spoorwegstation in de Poolse plaats Nowogard.